# 內布爾斯角
內布爾斯角（英語：Nebles Point），是南極洲的海岬，位於南設得蘭群島的喬治王島西南部，處於科林斯灣入口處西部，在1960年由英國南極名稱諮詢委員會命名，現時由南極條約體系管理。